# Усова, Александра Платоновна
 Александра Платоновна Усова (1898—1965) — советский  учёный в области педагогики, специалист по дошкольному воспитанию, основоположник современной дидактики детского сада, доктор педагогических наук (1959), профессор (1960), член-корреспондент АПН СССР (1950).

## Биография
Родилась 30 октября 1898 года в прииске Надеждинский Иркутской губернии.
С 1921 года начала педагогическую деятельность — учителем в Иркутской начальной школе. 
В 1926 году после окончания Ленинградского государственного педагогического института имени А. И. Герцена была оставлена работать в институте в качестве преподавателя. С 1932 по 1941 годы — заведующий кафедрой дошкольной педагогики ЛГПИ. В период Великой Отечественной войны во время блокады Ленинграда участвовала в эвакуации детей.
С 1942 по 1945 годы заведовала Центральным научно-методическим кабинетом по дошкольному воспитанию Министерства просвещения РСФСР. С 1945 года работала в НИИ теории и истории педагогики АПН РСФСР, с 1960 года в — НИИ дошкольного воспитания АПН СССР.
В 1940 защитила кандидатскую диссертацию на тему «к вопросу о роли творческой игры в воспитании ребенка дошкольника», в 1959 году —  докторскую диссертацию. В 1960 году А. П. Усовой присвоено звание профессора. В 1950 году А. П. Усова была избрана член-корреспондентом АПН СССР.
А. П. Усова разрабатывала теоретические основы обучения детей дошкольного возраста в условиях детского сада и семьи, исследовала пути оптимизации подготовки детей к поступлению в школу. А. П. Усовой заложены основы психолого-педагогической концепции готовности к школьному обучению, она внесла значительный вклад в исследование проблемы детской игры, содержания, форм и методов обучения в детском саду. Результаты этих исследований нашли воплощение в программах воспитания в дошкольных учреждениях СССР. Ряд работ А. П. Усовой посвящен разработке принципов сенсорного воспитания в детском саду, использованию народного творчества в воспитании дошкольников.
А. П. Усова была председателем объединённой комиссии АПН СССР по разработке комплексной программы воспитательной работы с детьми от раннего возраста до поступления в школу. Результатом работы этой комиссии явилась «Программа воспитания в детском саду», которая была издана в 1963 году.
Умерла 16 июля 1965 года в Москве.